# Kastro Tzalikas
Kastro Tzilikas (griechisch Κάστρο Τζαλίκας (f. sg.)) oder Kastro Sofikou (griechisch Κάστρο Σοφικού (f. sg.)) ist die Ruine einer kleinen Höhenburg 1,5 km nordöstlich des griechischen Orts Sofiko auf der Peloponnes. Sie liegt auf dem höchsten Punkt des 780 m hohen Berg Tzilika, der auch Tsaika genannt wird. Die Burg wird weder in fränkischen noch osmanischen Dokumenten erwähnt.

## Beschreibung
Die Oberburg hat eine rechteckige Form von etwa 53 m Länge und 18 m Breite. Die Mauern aus Trockenmauerwerk sind etwa 2 m hoch erhalten und haben eine Dicke von 1,40 m. Die Westmauer ist weitestgehend zerstört. Hier lag vermutlich der Eingang zur Burg. Im Westen sind die Grundmauern eines Turmes von 6,10 m mal 6,10 m. Von hier hatte man einen guten Blick auf das westliche Tal und die Straße die Nea Epidavros und Korinth verbindet und auf den Saronischen Golf. Im östlichen Teil der Burg steht eine Kirche, die der Christi Himmelfahrt (griechisch Ανάληψη του Κυρίου) geweiht ist. Sie ist über einer alten Zisterne errichtet.
Die Unterburg erstreckt sich östlich und südlich der Oberburg. Sie hat eine Länge von etwa 145 m, eine Breite von 75 m und eine Größe von etwa 11.000 m². Die Mauern, die die gleiche Dicke haben wie die der Oberburg sind schlechter erhalten. In der Unterburg sind die Grundmauern von Gebäuden erkennbar. In den Mauern verläuft in einer bestimmten Höhe eine Ziegelschicht. Östlich der Oberburg und innerhalb der Unterburg steht eine ältere Kirche. Sie ist der Geburt Marias (griechisch Γενέσιο της Θεοτόκου) geweiht.